# Schlacht bei Rethel
Les Avins – Löwen – Tornavento – Guetaria – Fontarrabie – Corbie – Diedenhofen 1639 – Turin – Arras 1640 – Aire-sur-la-Lys – La Marfée – Honnecourt – Barcelona – Cartagena – Diedenhofen 1643 – Rocroi – Orbetello – Fort Mardyck – Dünkirchen – Rethel – Bordeaux – Lens – Arras 1654 – Valenciennes – Dünenschlacht
Die Schlacht bei Rethel fand am 15. Dezember 1650 während des Spanisch-Französischen Krieges im Rahmen der Kämpfe gegen die Aufstände der Fronde statt und endete mit einem Sieg der königlichen Armee gegen die Aufständischen, die von einem spanischen Kontingent unterstützt wurden. Das Schlachtfeld lag im Gebiet von Sommepy, Saint-Étienne-à-Arnes und Semide.

## Umstände der Schlacht
In ihren Mémoires (Kapitel 8, betreffend das Jahr 1650) berichtete Anne Marie Louise d’Orléans, dass Kardinal Mazarin darauf bestanden habe, die Schlacht nach „Rethel“ zu benennen. Kommandiert wurde die Armee zwar vom Maréchal du Plessis-Praslin, aber der Kardinal befand sich in diesem Moment in dem sieben Lieues (ca. 22 km) entfernten Rethel. Mademoiselle de Montpensier, keine Freundin Mazarins, klagte ihn an, diese Bezeichnung nur gewählt zu haben, um sich das Verdienst des Sieges auf seine eigenen Fahnen heften zu können. Zu diesem Thema schrieb sie auch:

„Er beanspruchte das Verdienst des Sieges für sich […] ohne die Abwesenheit des Siegreichen hätte es uns auch nicht mehr gekostet […] er führte unsere Truppen in einen Feldzug […] so, wie ein Kirchendiener predigt […] Monsieur le Cardinal gewann die Schlacht.“

Die königlichen Truppen konnten, unter anderem wegen ihrer zahlenmäßigen Überlegenheit, die Schlacht für sich entscheiden.
In der französischen Armee machten verschiedene Herren auf sich aufmerksam, so auch Antoine d’Aumont de Rochebaron (Enkel von Maréchal Jean VI. d’Aumont, marquis de Villequier). Seine Verdienste, die viel zum Sieg beitrugen, brachten ihm im folgenden Jahr den Titel eines Maréchal de France ein. Der Marquis d’Hocquincourt und der Marquis de Villequier wurden zum Lieutenant-général ernannt.
Bei den Verlierern handelte es sich um den (damaligen) Anhänger der Fronde, Henri de La Tour d’Auvergne, vicomte de Turenne, kommandierender Befehlshaber der spanischen Truppen von Leopold Wilhelm von Österreich. Von den Offizieren auf der Seite Turennes fielen in der Schlacht sein Cousin, Philipp von der Pfalz, als Mestre de camp eines Reiterregiments und der Lieutenant-général Charles-Christophe de Mazancourt. Der Lieutenant-général La Fauge, der Marquis Jacques-Henri de Durfort, der Marquis Gabriel Henri de Beauvau, der Marquis Aimery-François de Béon du Massés, der Marquis Charles de Sainte-Maure, duc de Montausier, und der Comte de Ligneville wurden verwundet.
Nachdem die Spanier Rethel 1653 besetzt hatten, wurden sie durch Turenne (der inzwischen die Seiten gewechselt hatte) unter Mithilfe von Henri de La Ferté-Senneterre nach viertägiger Belagerung vertrieben.

## Wüstungen
Als sogenannte Wüstungen blieben die Dörfer Sçay und Puiseux bei Semide zurück, die im Laufe der Schlacht zerstört und nicht wieder aufgebaut wurden. Das Gleiche gilt für Somme-Arne mit seiner Abtei, ein Nachbardorf von Saint-Étienne-à-Arnes.